# Mary Kenneth Keller
Mary Kenneth Keller (17. prosince 1913 – 10. ledna 1985) byla americká řeholnice a první Američanka, která získala titul Ph.D. v oboru matematická informatika. Podílela se na vývoji jazyka BASIC. V roce 1965 založila na Clarke College oddělení informatiky, které vedla až do své smrti. Je autorkou čtyř knih z oblasti informatiky.

## Život
V roce 1940 byla přijata mezi Sestry lásky. Studovala matematiku a fyziku na DePaul University a matematickou informatiku na Dartmouth College, kde se podílela na vývoji jazyka BASIC, a University of Wisconsin–Madison, kde v roce 1965 získala titul Ph.D. Její doktorská práce měla téma "Inductive Inference on Computer Generated Patterns."
Poté, co získala titul Ph.D., odešla na katolickou Clarke College v Iowě, na níž založila oddělení informatiky, které vedla až do své smrti v roce 1985 a které dnes nese její jméno.